# Cytoskelet
Cytoskelet je dynamický systém proteinových vláken a tubulů, jejichž hlavní funkcí je transport látek a buněčných komponentů, opora buňky a účast na jejím dělení (u živočichů za vytvoření tzv. dělicího vřeténka).
Cytoskelet se skládá ze tří složek: mikrotubulů, mikrofilament a středních filament (též intermediární filamenta). Každý z nich má poněkud specifickou funkci, nicméně všechny tři složky spolu navazují těsné vztahy a vzájemně se na sebe vážou (což zprostředkovává např. protein plektin).

## Chemické složení
Všechny části cytoskeletu jsou z proteinů. Mikrotubuly jsou sestaveny z tubulinu, mikrofilamenta z aktinu a střední filamenta hl. z keratinu, ale i jiných látek.
S cytoskeletem jsou navíc asociovány některé další proteiny, což znamená, že se jednak na cytoskeletu vyskytují a jednak jsou s ním spojeny funkčně. Významnými zástupci těchto i tak zvaných asociovaných proteinů jsou dyneiny a kineziny pro mikrotubuly a myosin pro mikrofilamenta. Zatímco vlákna cytoskeletu představují nosnou strukturu, tak skrze asociované proteiny se uskutečňuje většina jeho funkcí. (Například kineziny a dynein uskutečňují transport látek v buňce - přenášejí náklad po mikrotubulech podobně jako po kolejnicích).

## Umístění v buňce
Kromě toho, že se nacházejí v buňce volně, tvoří cytoskelet i jiné organely nebo alespoň jejich části. Mikrotubuly volně prostupují celou buňku, mikrofilamenta tvoří hustou síť těsně pod povrchem. Dále se cytoskelet podílí i na stavbě eukaryotického bičíku, centriol, dělicího vřeténka aj.